# Contra-compositie XVI
Contra-compositie XVI (Duits: Kontra-Komposition XVI, Engels: Counter-composition XVI, Frans: Contre-composition XVI, Italiaans: Contro-composizione XVI) is een schilderij van de Nederlandse schilder Theo van Doesburg in het Kunstmuseum Den Haag in Den Haag.

## Titel

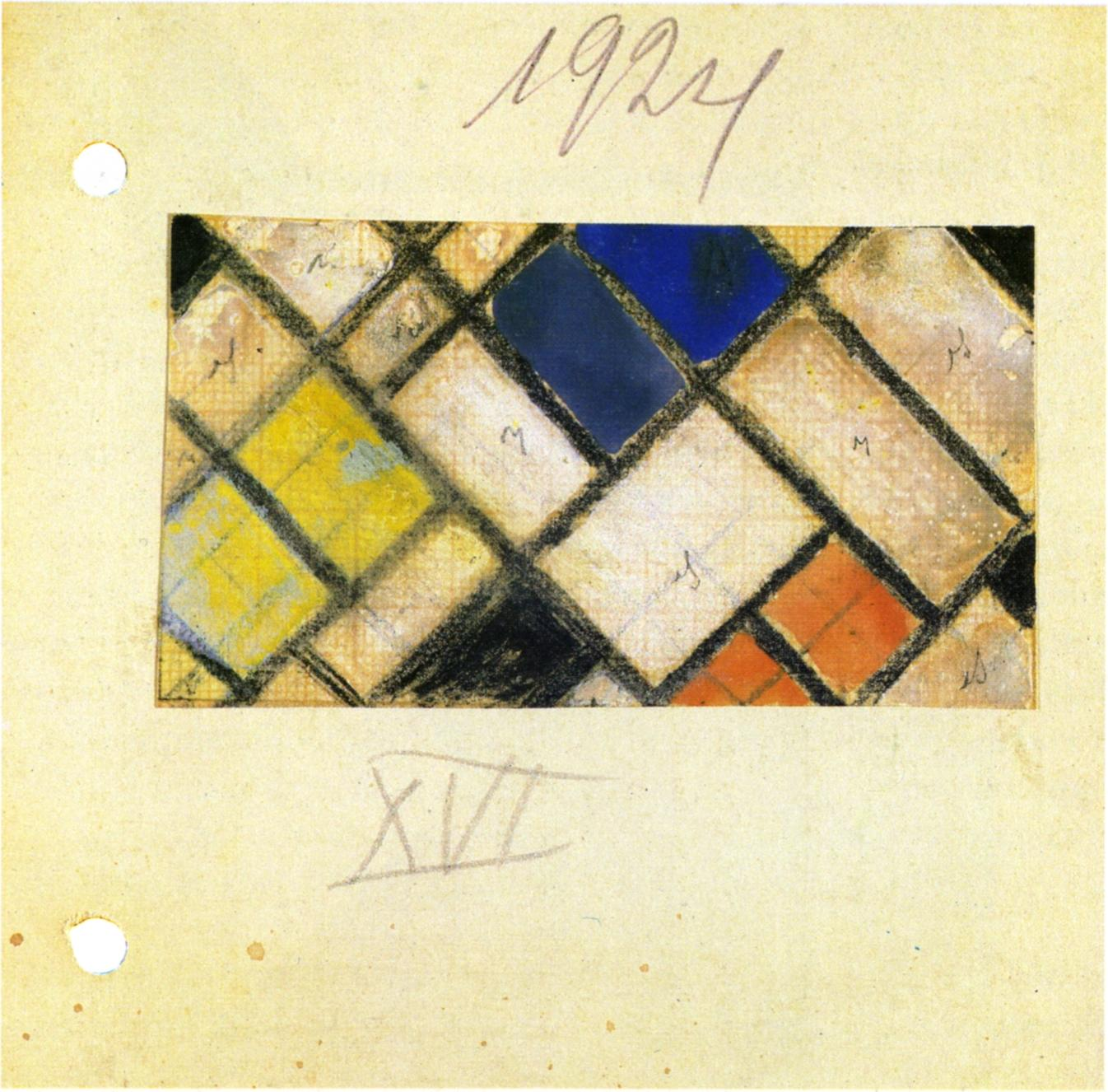
Studie voor Contra-compositie XVI. 1925. Otterlo, Kröller-Müller Museum.

Contra-compositie XVI is het elfde schilderij in de serie contra-composities, waarmee Van Doesburg in 1924 begon. Het heette aanvankelijk dan ook Contra-compositie XI. De huidige titel is gebaseerd op het boekje Unique studies for Compositions, waarin Van Doesburg alle voorstudies van zijn contra-composities opnam, en waar het voorkomt als zestiende.

## Datering
Contra-compositie XVI ontstond tussen 27 augustus en 30 november 1925. Op 27 augustus schreef Van Doesburg zijn vriend César Domela Nieuwenhuis dat hij nog maar twee schilderijen met diagonale lijnen voltooid had (Contra-compositie VI en Contra-compositie XIII) en vanaf 30 november maakte het deel uit van de tentoonstelling L'Art d'Aujourd'hui in Parijs.

## Herkomst
Contra-compositie XVI werd in 1934 aan het Gemeentemuseum Den Haag geschonken door Van Doesburgs weduwe, Nelly van Doesburg.